# Nadhir Ben Ammou
Pour les articles homonymes, voir Nadir.
Nadhir Ben Ammou, né en 1959 à Dar Chaâbane (gouvernorat de Nabeul), est un homme politique, universitaire et avocat tunisien, ministre de la Justice dans le gouvernement Larayedh.

## Biographie

### Études
Après avoir obtenu en 1978 un baccalauréat littéraire au lycée secondaire Ali-Belhouane de Nabeul, il intègre la faculté de droit et des sciences politiques de Tunis, où il obtient une licence en 1982, un diplôme d'études approfondies en 1984, une agrégation et un doctorat d'État en 1996, tous en droit privé et en sciences criminelles.

### Carrière d'universitaire et d'avocat
Il devient ensuite assistant (1984-1996) puis professeur (1996-2014) à la faculté de droit et des sciences politiques de Tunis. Durant ce parcours, il est par ailleurs chef du département de droit privé (2003-2005) puis vice-doyen et directeur des études (2008-2011). Il est aussi professeur invité aux universités de Montréal (Canada), de Pise (Italie) et, en 2011-2012, de l'université Panthéon-Sorbonne (France).
Il est également avocat auprès de la Cour de cassation et du Tribunal administratif, ainsi que conseiller juridique.

### Rôle depuis la révolution de 2011
En 2013, il devient ministre de la Justice dans le gouvernement Larayedh ; il fait partie des technocrates indépendants sollicités pour diriger plusieurs ministères régaliens, demande auparavant insatisfaite et qui avait entraîné la chute du gouvernement Jebali. Lors de son passage à la tête du ministère, plusieurs accusations de partialité le prennent pour cible et son indépendance est sévèrement remise en question.
Le 28 août 2014, sa candidature est annoncée pour les élections législatives du 26 octobre : il est présenté en remplacement de Tarak Dhiab et élu en tant que numéro trois de la liste d'Ennahdha dans la première circonscription de Tunis. Il y devient assesseur chargé des affaires législatives, membre de la commission de l'agriculture (mars-septembre 2016) et de la commission de législation générale (dès octobre 2016).
Le 14 septembre 2017, il démissionne du groupe parlementaire d'Ennahdha à la suite du vote par son parti de la loi sur la réconciliation administrative.

## Vie privée
Nadhir Ben Ammou est marié et père de deux enfants.

## Ouvrages
- 1996 : Le pouvoir de contrôle de la Cour de cassation
- 2008 : Le nantissement du fonds de commerce
- 2008 : Les contrats spéciaux, la vente et l'échange
- 2011 : Montages contractuels et droit des sociétés
- 2011 : Les nullités dans le Code des sociétés commerciales
- 2011 : La responsabilité de l'intermédiaire financier
- 2012 : Les transformations juridiques et institutionnelles en Méditerranée